# Isaia Rasila
Pas d'image ? Cliquez ici

a Compétitions nationales et continentales officielles uniquement.

b Matchs officiels uniquement.
 Isaia Rasila, né le 29 avril 1969 à Vunavutu (Fidji) et mort le 8 octobre 2010 à Rakirakilevu, est un joueur de rugby à XV, qui a joué avec l'équipe des Fidji, dont il fut aussi le capitaine, et qui évolue au poste de talonneur. Il fait sa carrière en club avec Gaunavou et joue également avec la province de Nadroga.

## Statistiques en équipe nationale
- 34 sélections avec l’équipe des Fidji
- 10 points (2 essais)
- Sélections par année : 2 en 1992, 3 en 1998, 5 en 1999, 6 en 2000, 7 en 2001, 5 en 2002, 6 en 2003